# 08 (албум)
08 је шеснаести студијски албум Халида Бешлића. Издат је 2007. године. Издавачка кућа је Хајат продукција.

## Песме
1. Миљацка
2. Чардак
3. Љут на тебе
4. Не тражи ме
5. Сњежана
6. Двадесете
7. Будна си
8. Није љубав вино
9. Љубичица
10. Улица уздаха